# Kim Weon-kee
Kim Weon-kee, född den 6 januari 1962 i Hampyeong, död 27 juli 2017 i Wonju, var en sydkoreansk brottare som tog OS-guld i fjäderviktsbrottning i den grekisk-romerska klassen 1984 i Los Angeles.